# 26 dage i Dostojevskis liv
26 dage i Dostojevskis liv (russisk: Двадцать шесть дней из жизни Достоевского) er en sovjetisk spillefilm fra 1981 af Aleksandr Sarkhi.

## Medvirkende
- Anatolij Solonitsyn som Fjodor Mikhajlovitj Dostojevskij
- Jevgenija Simonova som Anna Grigorjevna Snitkina
- Ewa Szykulska som Appolinarija Suslova
- Nikolaj Denisov
- Jevgenij Dvorzjetskij